# Tom Beaulieu
Tom Beaulieu est un homme politique canadien, il est un ancien conseiller municipal et un fonctionnaire. Il est le député de la circonscription électorale de Tu Nedhe à l'Assemblée législative des Territoires du Nord-Ouest depuis le 1er octobre 2007.
Depuis qu'il commence sa carrière politique, il est conseiller municipal de Fort Resolution. Plus tard, il devient sous-ministre du gouvernement des Territoires du Nord-Ouest.
Il est élu à l'Assemblée législative de cette territoire à l'élection territoriale du 1er octobre 2007 (en) pour la première fois, qu'il remporte la circonscription de Tu Nedhe, battant le député sortant Bobby J. Villeneuve (en) avec 53 % du vote populaire.